# Помощник-командирски институт
Помощник-командирският институт е представителство на Комунистическата партия в командването на съответните военни формирования в българската армия. Помощник-командирите са наричани „политически представители“ и „партийни комисари“. Помощник-командирският институт е учреден с Министерска заповед № 352 на военния министър Дамян Велчев от 22 септември 1944 година. На същата дата са назначени помощник-командири на всички български полеви армии, на военновъздушните сили, както и на двата окупационни корпуса. Командирите на армии и техните помощник-командири назначават помощник-командирите на дивизии, а те заедно с командирите на дивизии от своя страна назначават помощник-командирите на полкове и така надолу по войсковите съединения. Общата бройка на назначените помощник-командири е 338 души. Те са набирани от партизанските отряди, политическите затворници, концлагеристи и други близки до БКП съмишленици. В първата фаза на участие на българската армия във Втората световна война са назначени помощник-командири на армиите, дивизиите, полковете и дружините, а във втората фаза – на ротите (декември 1944 – май 1945). От началото на октомври 1944 г. е създадена служба „Помощник-командири“ с ръководител генерал-майор Крум Лекарски, помощник-министър на войната. Службата скоро след това е преобразувана в политически отдел на войската с началник Фердинанд Козовски. В началото на ноември 1944 г. е издадена първата инструкция за помощник-командирите „За политическата работа във войската“.
Политическата принадлежност на помощник-командирите е свързана почти изцяло от БРП (к), въпреки че са назначени от комитетите на ОФ. Партийната принадлежност е следната: 1109 човека са членове на БРП (к), 353 са членове на РМС, 9 на БЗНС „Пладне“, 1 на НС „Звено“, 8 безпартийни и 4 нямат определена принадлежност – общо 1484 човека. През 1946 г. съставът е още по-силно доминиран от БКП – 459 членове на партията и 3 от БЗНС.

## Списък на помощник-командирите в българската армия
По-надолу е представен списък на помощник-командирите по родове войски и по тип на военната част, като са представени само помощник-командирите на по-големите войскови съединения като полкове, дивизии, бригади и армии. Там, където има информация за по-малки подразделения е представена в бележките под линия. В скобите са описани началните дати на заемането на поста.
Помощник командирите получават военни чинове съгласно поверените им съединения и части. С чин майор са помощник командирите на дружините, а с чин полковник са помощник командирите на полк, дивизия докато помощник командирите на армии са с военен чин генерал-майор.

### На родове войски
- Българска армия – Фердинанд Козовски, помощник на главнокомандващия (След 9 септември 1944)[4]
- Въздушни войски – полковник Петър Станев (14 септември 1944)[5]; о.з. подпоручик Михаил Андреев (22 септември 1944)[6]
- Морски войски – Ангел Гергов, интербригадист (1 декември 1944)[7]; Кирил Халачев (1 декември 1944)[8]
- Черноморски флот – Николай Бояджиев, партизанин (С МЗ № 202 от 23 декември 1944, смятано от 15 септември 1944)[9]
- Дунавски флот – Илия Попилиев, член на БКП, политзатворник (15 септември 1944)[10]
- Беломорски флот – Асен Стоянов, член на БКП, политзатворник (15 септември 1944)[11]

### На армии
- Първа армия, от 1 декември 1944 г. Първа българска армия – полковник, от април 1945 г. генерал-майор Щерю Атанасов (20 септември 1944)[12]
- Втора армия – полковник Боян Българанов (С МЗ № 352 от 22 септември 1944)[13]
- Трета армия – полковник Йонко Панов
- Четвърта армия – генерал-майор Борис Копчев (С МЗ № 352 от 22 септември 1944)[14]
- Пета армия – Кирил Драмалиев (С МЗ № 352 от 22 септември 1944)[15]

## На корпуси
- Първи окупационен корпус – Божидар Божиков (С МЗ № 350 от 22 декември 1944, смятано от 12 септември 1944)[16]
- Втори окупационен корпус – Иван Радев (С МЗ № 352 от 22 септември 1944)[17]
- Трети корпус – Никола Георгиев (февруари 1945)[18]
- Четвърти корпус – Димитър Гилин (17 февруари – 6 април 1945)[19]; Георги Огнянов (6 април 1945)[20]
- Политически представител в Първи корпус – Ламби Данаилов, ятак (От 9 до 20 септември 1944)[21]
- Инструктор в щаба на Четвърти корпус – Димитър Найденов, политзатворник (16 април 1945)[22]

### На бригади
- Втора конна бригада – Трифон Балкански (1 октомври 1944)[23]
- Трета конна бригада – Георги Калев, член на БКП (8 ноември 1944)[24]
- Четвърта конна бригада – Георги Шейтанов (3 октомври 1944)[25]
- Бронирана бригада – Пейчо Пейчев (17 септември 1944)[26]

### На дивизии
- Първа пехотна софийска дивизия – Стефан Халачев (22 септември 1944 – 18 октомври 1944)[27]; Никола Георгиев (22 октомври 1944)[28]; Владимир Калайджиев[29]
- Втора пехотна тракийска дивизия – Делчо Симов[30]
- Трета пехотна балканска дивизия – Никола Недялков, политзатворник (10 октомври 1944)[31]
- Четвърта пехотна преславска дивизия – Демир Борачев[32]
- Пета пехотна дунавска дивизия – Атанас Неделчев (1 октомври 1944)[33]
- Шеста пехотна бдинска дивизия – Янко Христов (15 септември 1944)[34]
- Седма пехотна рилска дивизия – Георги Гиндев, политзатворник, член на БКП (С МЗ № 202 от 23 декември 1944, считано от 2 октомври 1944)[35]
- Осма пехотна тунджанска дивизия – Стою Неделчев-Чочоолу (От 9 септември 1944 до 10 март 1945)[36]; Иван Желев (10 март 1945)[37]
- Девета пехотна плевенска дивизия – Кочо Караджов, лагерист (От 13 септември до 3 ноември 1944)[38]; Величко Николов (4 ноември 1944)[39]
- Десета пехотна беломорска дивизия – Делчо Василев (С МЗ № 202 от 23 декември 1944)[40]
- Единадесета пехотна дивизия – Калчо Руев, ятак (17 октомври 1944)[41]
- Дванадесета пехотна дивизия – Ангел Цанев (10 октомври 1944)[42]; Григор Велев (1 януари 1945)[43]; Илия Игнатов, политзатворник (юни 1945)[44]
- Шестнадесета пехотна дивизия – Димитър Вълканов (С МЗ № 312 от 30 декември 1944, смятано от 18 септември 1944)[45]
- Първа гвардейска пехотна дивизия – Здравко Георгиев (С МЗ № 202 от 23 декември 1944)[46]
- Втора конна дивизия – Панайот Каракачанов (11 октомври 1944)[47]

### На полкове
- Гвардейски артилерийски полк – Ангел Ангелов[48]
- Десети дивизионен артилерийски полк – Янчо Георгиев (28 септември 1944)[49]
- Трети конен полк – Станислав Вихров (10 ноември 1944)[50]
- Четвърти конен полк – Ангел Марков[51]
- Пети конен полк – Недялко Панчев (26 октомври 1944)[52], Гроздан Петров (ноември 1944-май 1945)[53]
- Шести конен полк – Христо Проданов (1 октомври 1944)[54]; Богомил Кръстев, член на БКП (19 октомври 1944)[55]
- Осми конен полк – Тодор Донев, политзатворник, член на БКП (1 октомври 1944)[56]; Кръстьо Антонов (30 декември 1944), член на БКП[57]
- Десети конен полк – Сава Шиваров, политзатворник (1 октомври 1944)[58]
- Сборен конен полк – Тоньо Петков (26 март 1945)[59]
- Първи дивизионен артилерийски полк – Петко Атанасов, полтизатворник (25 септември 1944)[60]; Харалан Димов (7 октомври 1944)[61]
- Първи артилерийски полк – Цоко Цоков (30 септември 1944)[62]
- Втори артилерийски полк – Георги Коцев, ятак, член на БКП (8 октомври 1944)[63]
- Трети артилерийски полк – Христо Каламов (От 26 септември 1944)[64]
- Четвърти артилерийски полк – Иван Ненов, лагерист, член на БКП (15 септември 1944)[65]
- Пети артилерийски полк – Стоимен Момчилов (27 ноември 1944)[66]
- Шести артилерийски полк – Рандьо Николов (15 септември 1944, но назначен с МЗ № 312 от 30 декември 1944)[67]
- Седми артилерийски полк – Димитър Бонев Димитров, политзатворник (С МЗ № 202 от 23 декември 1944, смятано от 9 октомври 1944)[68]
- Осми артилерийски полк – Петко Николов, партизанин, от 6 януари 1945[69]
- Десети артилерийски полк – Райно Желев, партизанин от бригада „Георги Димитров“ (12 октомври 1944 – 1 януари 1945)[70]; Петко Колев (6 януари 1945)[71]
- Единадесети артилерийски полк – Димитър Шафранов, член на БКП, адвокат (16 октомври 1944)[72]
- Дванадесети артилерийски полк – Илия Игнатов, политзатворник (1 октомври 1944 – 31 януари 1945)[73]; Стефан Йохнев, политзатворник (1 февруари 1945)[74]
- Шестнадесети артилерийски полк – Петко Богданов, член на БКП (октомври 1944)[75]; Янко Янков (10 януари 1945)[76]
- Първи противовъздушен полк – Белчо Белчев, ятак (С МС № 302 от 23 декември 1944, считано от 1 октомври 1944)[77]; Иван Желявски, член на БКП (20 октомври 1944)[78]
- Втори противовъздушен полк – Спас Иванов, член на БКП (4 октомври 1944)[79]
- Първи пехотен софийски полк – Иван Хариев (22 септември 1944)[80]; Асен Бояджиев (5 ноември 1944)[81]; Никола Попов (16 ноември 1944)[82];
- Четвърти пехотен плевенски полк – Никола Николов (20 септември 1944)[83]
- Пети пехотен дунавски полк – Евтим Цветков (2 октомври 1944)[84]; Димитър Димитров (С МЗ № 202 от 23 декември 1944, смятано от 20 октомври 1944)[85]
- Шести пехотен търновски полк – Владимир Калайджиев (22 септември 1944)[86]
- Седми пехотен преславски полк – Георги Кумбилиев (22 септември 1944)[87]
- Осми пехотен приморски полк – Атанас Долапчиев, интербригадист (22 септември 1944)[88]
- Девети пехотен пловдивски полк – Петър Стоянов (15 септември 1944)[89]
- Десети пехотен родопски полк – Христо Капасъзов, ятак (1 октомври 1944)[90]
- Единадесети пехотен сливенски полк – Димитър Димитров (11 септември 1944)[91]
- Дванадесети пехотен балкански полк – Славчо Митев (27 септември 1944)[92]
- Четиринадесети пехотен македонски полк – Цоньо Ботев, технически сътрудник на ЦК на БКП (С МЗ № 202 от 23 декември 1944, смятано от 5 октомври 1944)[93]
- Петнадесети пехотен ломски полк – Милан Наков (3 октомври 1944)[94]; Велко Палин (7 ноември 1944)[95]
- Осемнадесети пехотен етърски полк – Георги Милев, политзатворник (1 октомври 1944)[96]
- Деветнадесети пехотен шуменски полк – Йордан Чобанов (6 октомври 1944)[97]
- Двадесет и първи пехотен средногорски полк – Васил Балевски (21 септември 1944)[98]; Стоян Мичев (10 ноември 1944)[99]
- Двадесет и втори пехотен тракийски полк – Вичо Командарев, лагерист, член на БКП (6 октомври 1944)[100]
- Двадесет и трети пехотен шипченски полк – Петър Петров, член на БКП (27 септември 1944)[101]
- Двадесет и четвърти пехотен черноморски полк – Иван Демерджиев (С МЗ № 312 от 30 декември 1944, смятано от 12 септември 1944)[102]; Кирил Празов (От 10 януари до 17 май 1945)[103]
- Двадесет и пети пехотен драгомански полк – Христо Христов, политзатворник (15 септември 1944)[104]
- Двадесет и седми пехотен чепински полк – Стоян Попов (23 септември 1944)[105]; Атанас Семерджиев (28 ноември 1944)[106]
- Двадесет и девети пехотен ямболски полк – Борис Киров (15 септември – 30 януари 1945)[107]; Иван Русев, политзатворник, член на БКП (31 януари 1945)[108]; Симеон Ханъмов, политзатворник (От 23 март 1945)[109]
- Тридесети пехотен шейновски полк – Тодор Кирков, политзатворник, член на БКП (28 септември – 30 декември 1944)[110]; Недялко Панчев (31 декември 1944)[111]; Димитър Русев, политзатворник (5 март 1945)[112]
- Тридесет и първи пехотен варненски полк – Георги Шейтанов (1 януари 1945)[113]
- Тридесет и втори пехотен загорски полк – Георги Минков (28 октомври 1944)[114]
- Тридесет и трети пехотен свищовски полк – Кирил Косев[115][116]
- Тридесет и четвърти пехотен троянски полк – Дочо Дочев, политзатворник (12 септември 1944)[117]
- Тридесет и пети пехотен врачански полк – Тодор Тодоров (От 1 октомври 1944)[118]; Григор Велев(С МЗ № 202 от 23 декември 1944, смятано от 2 октомври 1944)[119]
- Тридесет и шести пехотен козлодуйски полк – Трифон Трифонов (15 октомври 1944)[120]
- Тридесет и девети пехотен солунски полк – о.з. подпоручик Атанас Стефанов Атанасов (1 октомври 1944, но назначен на 23 декември 1944 с МЗ № 202)[121]
- Четиридесет и първи пехотен полк – Илия Баялцалиев (25 януари 1945)[122]
- Четиридесет и втори пехотен полк – Димитър Найденов, политзатворник (3 октомври 1944)[123]; Пенчо Янкулов, политзатворник (1 февруари 1945)[124]
- Четиридесет и четвърти пехотен тунджански полк – Стефан Василев(С МЗ № 202 от 23 декември 1944)[125]
- Четиридесет и шести пехотен добрички полк – Димитър Капитанов (От 1 до 25 октомври 1944)[126]; Божил Николов (25 октомври 1944)[127]; Георги Георгиев (декември 1944)[128]
- Четиридесет и седми пехотен ардински полк – Димитър Славов (15 септември 1944)[129]; Илия Тонев (11 февруари 1945)[130]
- Петдесети пехотен нишавски полк – Цветан Симеонов (до 20 октомври 1944)[131]; Славчо Ангелов (От 16 октомври 1944)[132];
- Петдесет и седми пехотен драмски полк – Цеко Монов, политзатворник (1 октомври 1944)[133] Янко Янков, временен помощник-командир (От 10 до 25 април 1945)[134]
- Петдесет и осми пехотен гюмюрджински полк – Ценко Пенев (От 1 октомври 1944 до април 1945)[135], Кольо Арабаджиев (от април 1945)[136]
- Петдесет и девети пехотен пирински полк – Никола Байков Петров, член на БКП (1 октомври 1944)[137]; Захари Близнаков, партизанин (15 март 1945)[138]
- Сто и трети пехотен полк – Недялко Лалов, участник в Септемврийското въстание (септември 1944)[139]
- Първи етапен полк – Александър Робов, политзатворник (29 септември 1944)[140]
- Шести етапен полк – Тодор Богоев, партизанин в бригада „Чавдар“[141]
- Осми етапен полк – Ачко Мойсеев (11 ноември 1944)[142]
- Първи армейски артилерийски полк – Иван Стефанов (14 септември 1944)[143]; Асен Бояджиев (4 октомври 1944)[144]
- Втори армейски артилерийски полк – Янчо Костов (22 септември 1944)[145] Стоян Стоянов[146]
- Четвърти армейски артилерийски полк – Иван Аржентински (29 септември 1944)[147]; Паско Янев (15 октомври 1944)[148]
- Първи армейски пехотен попълващ полк – Тодор Токин (12 октомври 1944)[149]; Янко Щилиянов Янков, член на БКП (17 февруари 1945)[150] Петър Иванов (След 21 април 1945)[151]
- Четвърти армейски пехотен попълващ полк – Мильо Бояджиев[152]
- Трети пехотен гвардейски полк – Асен Васев (С МЗ № 202 от 23 декември 1944, смятано от 15 септември 1944)[153]
- Втори щурмови полк – Александър Витанов, политзатворник (С МЗ № 202 от 23 декември 1944)[154]
- Втори преносим полк – Васил Зикулов (От 3 до 20 октомври 1944)[155] Цветан Симеонов (20 октомври 1944)[156]
- Общовойскови камионен полк – Йордан Павлов (26 септември 1944)[157]
- Първи гвардейски народоосвободителен пехотен полк „Владо Тричков“ – Борис Ташев (15 септември 1944)[158]
- Артилерийски полк от Бронираната бригада – Йосиф Аструг, член на БКП (28 септември 1944)[159]
- Брониран полк от Бронираната бригада – Тодор Комитов, ятак (29 септември 1944)[160]
- Моторизиран полк при Бронираната бригада – Иван Карамихов, участник в Септемврийското въстание (29 септември 1944)[161]
- Разузнавателен полк към Въздушните войски – Станчо Гергов (С МЗ № 202 от 23 декември 1944, смятано от 4 октомври 1944)[162]
- Трети армейски свързочен полк – Димо Донев (С МЗ № 202 от 23 декември 1944)[163]
- Първи армейски инженерен полк – Петко Дуков, партизанин от Партизански отряд „Васил Левски“ (14 септември 1944)[164]; Цоло Найденов, политзатворник (октомври 1944)[165]; Кръстьо Колев (30 октомври 1944)[166]
- Трети армейски инженерен полк – Тома Стефанов (октомври 1944)[167]
- Втори противовъздушен артилерийски полк – Никола Пухтев, участник в Септемврийското въстание (20 октомври 1944)[168]
- Трети противовъздушен артилерийски полк – Георги Куманов, ятак (30 октомври 1944)[169]
- Четвърти противовъздушен артилерийски полк – Кирил Палавеев, политзатворник (14 октомври 1944)[170]
- Шести граничен полк – Александър Миленков (2 ноември 1944)[171]
- Брегови полк (Варна) – Никола Михов, политзатворник[172]
- Брегови полк (Бургас) – Иван Филчев, член на БКП (октомври 1944)[173]; Методи Мутафов, член на БКП (5 февруари 1945)[174]
- Втори конен артилерийски полк – Иван Неделчев (1 октомври 1944)[175]
- Пети бомбардировъчен полк – Тоне Переновски (8 ноември 1944)[176]
- Първи армейски работен полк – Нойко Станилов, политзатворник (27 септември 1944)[177]
- Шести изтребителен полк – Йордан Терзиев, член на БКП, ятак (7 октомври 1944)[178]
- Общовойскови свързочен полк – Любомир Барутчиев, член на БКП (октомври 1944)[179]
- Гвардейски артилерийски полк – Ангел Ангелов, член на БКП (септември 1944)[180].
- Тотю Василев Саралиев (1903 – 1961), помощник-командир на полк[181].

## На дружини
- 3-та дружина от 7-и пехотен полк – Никола Ангелов, член на БКП[182].
- 1-ва дружина от 10-и пехотен полк – Соломон Аладжем, член на РМС (от 1 октомври 1944)[183].
- 1-ва дружина от 14-и пехотен полк – Кирил Граменов, партизанин (от септември 1944)[184].
- 1-ва дружина от 24-ти пехотен полк – Милан Ангелов, партизанин (14 октомври 1944)[185].
- 2-ра пехотна дружина от 25-и пехотен полк – Нешо Царевски, партизанин.[186]
- 1-ва дружина от 35-и пехотен полк – Максим Айрянов, член на БКП (от 1 октомври 1944)[187].
- 2-ра дружина от 47-и пехотен полк – Марин Мермерски, ятак на партизани (от 11 февруари 1945)[188]
- 2-ра дружина от 1-ви гвардейски пехотен полк – Александър Ангелов, партизанин (от 15 септември 1944)[189].
- 2-ра дружина от 2-ри гвардейски пехотен полк – Васил Алексов, член на БКП (септември-октомври 1944)[190].
- 10-а свързочна дружина – Илия Алков, партизанин (от 4 октомври 1944)[191].
- Манол Велев, политически командир на дружина в 27-и чепински полк[192]

## На роти
- 1-ва тежкокартечна рота към 11-и пехотен полк – Атанас Ангелов, член на РМС (18 февруари 1945)[193].
- 2-ра ударна рота от 24-ти пехотен полк – Георги Попов, член на РМС (16 март 1945)[194].
- 1-ва тежкокартечна рота към 42-ри пехотен полк – Стойчо Ангелов, политзатворник (22 февруари 1945)[195].
- Свързочна рота към 46-и пехотен полк – Тодор Абаджиев, член на РМС[196].
- 2-ра тежкокартечна рота към 46-и пехотен полк – Тодор Абаджиев (от 21 април 1945)[197].
- 3-та ударна рота от 46-и пехотен полк – Димитър Велинов, член на бойна група[198]
- 1-ва тежкокартечна рота към 59-и пехотен полк – Васил Ангелов, член на РМС (15 март 1945)[199].
- 5-а ударна рота към 59-и пехотен полк – Васил Ангелов, член на РМС (26 май 1945)[200].
- Минко Минков, помощник-командир на рота[201]

## На отделения
- отделение на трети противовъздушен артилерийски полк – Вълчо Ангелов, член на БКП (12 ноември 1944)[202].
- 1-во артилерийско отделение от осми дивизионен артилерийски полк – Димитър Тодоров, партизанин[203]
- 2-ро моторно артилерийско отделение на Общовойсковия моторен артилерийски полк – Стоян Попов, партизанин[204].
- 2-ро товарно отделение на 9-и дивизионен артилерийски полк – Нешо Царевски, партизанин (от 9 ноември 1944).[205]
- 3-то артилерийско отделение във втори конен артилерийски полк – Кольо Цонев, партизанин (от 3 октомври 1944).[206]
- 3-то артилерийско отделение в трети дивизионен артилерийски полк – Стою Сандалски, партизанин (25 септември 1944 – 22 януари 1945)[207]
- 3-то артилерийско отделение в 10-и дивизионен артилерийски полк – Делчо Байчев, партизанин (от 28 септември 1944)[208]
- 3-то артилерийско отделение в 16-и дивизионен артилерийски полк – Георги Найденов, партизанин (7 януари-31 юли 1945)[209].
- артилерийско отделение – Тодор Желев, политически затворник[210]

## На батареи
- 4-та батарея от 12 дивизионен артилерийски полк – Павел Ангелов, партизанин (16 април 1945)[211].
- 9-а батарея от първи армейски артилерийски полк – Иван Янков[212]
- 9-а батарея от десети дивизионен артилерийски полк – Теньо Ангелов (9 март 1945)[213].
- Домакинска батарея от 6-и дивизионен артилерийски полк – Илия Алексиев[214].

## Медицински звена
- VIII армейска лекохирургическа болница – д-р Евгений Аврамов (от 25 март 1945)[215].
- VIII армейска тежкохирургическа болница – д-р Георги Аналиев, ятак, член на РМС.[216]
- 10-а дивизионна болница – д-р Георги Аналиев, ятак, член на РМС.[217]

## Други
- Етапна инспекция – Димитър Найденов, политзатворник (16 април 1945)[218]
- Първа етапна инспекция – Димитър Далаков, политзатворник[219]
- Свързочен отдел при първа българска армия – Димитър Йосифов, политзатворник (1 декември 1944)[220]
- Торпедна флотилия – Петър Калчев, член на БКП (16 октомври 1944)[221]
- Минна флотилия – Паскал Паскалев, член на БКП (15 септември 1944)[222]; Иван Койнов, член на БКП (25 декември 1944)[223]
- Българска армия – Иван Кинов, помощник-началник на Военноучебните заведения (8 септември 1944)[224]
- Противовъздушна артилерия – Пенчо Плачков, член на БКП (С МЗ № 202 от 23 декември 1944)[225]
- ЖП войски при БДЖ – Стоил Самунов (5 октомври 1944)[226]
- ЖП войски при Главното командване – Петър Фенерков (4 октомври 1944)[227]
- Въздушна ескадра – Спас Спасов, лагерист, член на РМС (22 септември 1944)[228]
- Инженерно-свързочен отдел към четвърта армия – Пешо Шиновски, също така инструктор към армията (1 октомври 1944)[229]
- Инструктор към щаба на втора армия и представител на политическия отдел при първа армия – Ламби Данаилов, ятак (От 22 септември до 10 декември 1944)[230]
- Атанас Манолов Христов (1918 – ?)[231].
- Димитър Ганчев[232]
- адютант на помощник-командира на 16-а пехотна дивизия – Стою Сандалски, партизанин (от 22 януари 1945)[233]
- Мирчо Стойков, помощник-командир[234]
- Христо Русков, помощник-командир на дивизия[235]
- Иван Гинчев[236]
- 12 дивизионен военноразузнавателен ескадрон – Тоньо Петков (1 декември 1944)[237][238]